# Bintulu jezik
Bintulu jezik (ISO 639-3: bny), austronezijski jezik, jedini predstavnik istoimene sjevernosaravačke podskupine, kojim govori oko 4 200 ljudi (Wurm and Hattori 1981) na sjeveroistočnoj obali Bornea Sarawak, Indonezija, u blizini grada Bintulu.

## Vanjske poveznice
- Ethnologue (14th)
- Ethnologue (15th)